# جر محراثك فوق عظام الموتى
جر محراثك عبر عظام الموتى رواية غموض للكاتبة أولغا توكارشوك صدرت عام 2009، نُشرت الرواية في الأصل باللغة البولندية بواسطة دار النشر الأدبية، ثم تُرجمت إلى اللغة الإنجليزية على يد أنتونيا لويد-جونز ونُشرت في عام 2018 بواسطة دار نشر بريطانية مستقلة. حصل الكتاب على نشر أوسع في عام 2019 عندما نُشر في الولايات المتحدة الأمريكية في الثالث عشر من غشت. نُشر جزء من الترجمة الإنجليزية في البداية في مجلة أدبية عام 2017. كما نُشرت الترجمة العربية للرواية عام 2022، في 272 صفحة، وأعدها المترجم إيهاب عبد الحميد.
تم ترشيح الرواية للقائمة القصيرة لجائزة بوكر الدولية لعام 2019. كما تم ترشيح ترجمة أنتونيا لويد-جونز للقائمة الطويلة لجائزة الكتاب الوطني للترجمة في عام 2019 ، حصلت أولغا توكارشوك على جائزة نوبل في الأدب عام 2018، بعد شهرين من صدور الرواية في الولايات المتحدة الأمريكية. وفي عام 2020، تم ترشيح الرواية للقائمة القصيرة لجائزة دبلن الأدبية الدولية.

## الحبكة
جانينا دوسيجكو امرأة مسنة تعيش في قرية بولندية ريفية تقع بالقرب من الحدود التشيكية في منطقة سيليزيا، بين ليفين وكلودزكو. تقضي جانينا معظم وقتها في دراسة علم الفلك وترجمة شعر ويليام بليك إلى اللغة البولندية مع صديقتها ديزي. كانت تملك كلبين كحيوانات أليفة، لكنهما فقدا في وقت لاحق. في يوم من الأيام، عُثر على جارها "قدم كبيرة" وهو صياد متكرر، ميتًا في منزله بواسطة جار جانينا الآخر "غريب الأطوار". من خلال معاينة جانينا وغريب الأطوار لمسرح الجريمة، بدا أن "قدم كبيرة" اختنق بعظم أثناء تناوله الطعام. كما وجدت جانينا صورة صادمة في منزل "قدم كبيرة"، يتم الكشف عن محتواها في الفصل قبل الأخير من الرواية. لم تكن جانينا تحب "قدم كبيرة" لأنها تعارض الصيد وقتل الحيوانات. بدأت تصدق أن الحيوانات قد تكون قتلت "قدم كبيرة" انتقامًا. كتبت إلى الشرطة المحلية التي تجاهلت نظريتها. وكان قائد الشرطة – الذي تطلق عليه جانينا لقب "القائد" – أيضًا صيادًا، وعُثر عليه لاحقًا ميتًا بجانب سيارته من قبل ديزي وجانينا. زاد موت القائد من تمسك جانينا بمعتقداتها، لكن صديقيها ديزي وغريب الأطوار ظلا متشككين. تم استدعاء جانينا من قبل الشرطة كشاهد في مسرح الجريمة. واتهمها أحد الضباط بأنها تبدو وكأنها تقدر حياة الحيوانات أكثر من حياة البشر. فردت جانينا بأنها تقدر حياة كلاهما على حد سواء.
  اختفى ثري القرية، المزارع وتاجر الفراء وصاحب بيت الدع ارة، إنيرد. يعتقد السكان أنه هرب مع عشيقته. وصل إلى القرية عالم الحشرات بوريس – الذي تنطق اسمه جانينا بـ"بوروس" – وهو يدرس الخنافس المهددة بالانقراض، ويأمل في إقناع الحكومة البولندية بحمايتها من الانقراض. تعجب جانينا من بوروس وتسمح له بالانتقال للعيش معها، وفي النهاية يصبح الاثنان على علاقة عاطفية. بعد ذلك، عُثر على إنيرد ميتًا في الغابة، وكان حول ساقه فخ للحيوانات. وبعد أسابيع، وُجد رئيس النادي الاجتماعي المحلي، الذي كان أيضًا صيادًا، ميتًا ومغطى بالخنافس.
تم افتتاح كنيسة كاثوليكية جديدة في القرية، وكان القس روستل، وهو قس كاثوليكي محلي وصياد متحمس، قائدها. في أحد عظاته، مدح القس روستل الصيادين، واصفًا إياهم بـ«سفراء وشركاء الرب الإله في عمل الخلق». قاطعت جانينا العظة، وصرخت في وجه روستل وباقي القرويين قائلة: «هل غفلتم؟ كيف تصغون إلى هذه الهراء دون أن ترمشوا؟ هل فقدتم عقولكم؟ أم قلوبكم؟ هل لا تزال لديكم قلوب؟» بعد أيام، احترق القسوة وتم العثور على القس روستل ميتًا.
واجهت ديزي وغريب الأطوار جانينا، وقالا لها إنهما يعلمان أنها هي من فعلت ذلك، وإن ظروف وفاة الرئيس كشفت أمرها. أظهرت جانينا لصديقيها الصورة التي وجدتْها في منزل "قدم كبيرة"، والتي تُظهر "قدم كبيرة" والقائد وإنيرد والرئيس والقس روستل واقفين قرب حيواناتٍ قُتلت حديثًا، من بينها كلباها. تشرح جانينا أن "قدم كبيرة" بالفعل اختنق بعظم من غزال، لكن هذا الحادث، واكتشافها للصورة، كانا دافعين لها لقتل الرجال الأربعة التاليين.
في اليوم التالي، وصلت الشرطة إلى منزل جانينا وفتشوه، لكنها نجت من القبض عليها. فرّت جانينا سيرًا على الأقدام إلى جمهورية التشيك، ثم أخذها بوروس لتعيش مختبئة على أطراف غابة بياووفييزا، حيث يمكنها أن تكون قريبة من الطبيعة مرة أخرى.

## الأسلوب
تتميز هذه الرواية بوجود راوي سرد غير موثوق . حيث تروي البطلة جانينا، وهي الراوية، أحداث الجرائم التي وقعت دون أن تعترف بأنها هي من ارتكبها، حتى تصل الأحداث إلى نهايتها تقريبًا. ويُدعى القارئ إلى أن يتعاطف معها، لا سيما مع حرصها العميق على البيئة ورعايتها للحيوانات. كما تضفي عليها شخصيتها كعجوز غريبة الأطوار، والتي كثيرًا ما يُنظر إليها بشك أو استهزاء من قبل الآخرين، لمسة إنسانية تزيد من قربها إلى القارئ. وفي مقابلة أجرتها الكاتبة أولغا توكارشوك عام 2018 مع صحيفة «الغارديان»، ذكرت رواية «بوق السمع» للكاتبة ليونورا كارينغتون الصادرة عام 1974، والتي تتسم أيضًا بسارد غير موثوق، كمصدر إلهام وتأثير في كتابتها لهذه الرواية.

## العنوان
الكتاب يستمد عنوانه من قصيدة "أمثال جهنم" للشاعر ويليام بليك:
في وقت البذور تعلم،
وفي الحصاد علّم،
وفي الشتاء استمتع.

جر عربتك ومحراثك فوق عظام الموتى.

## إشادة النقاد
أشاد النقاد في مجلة كيركوس ريفيوس بالرواية، حيث كتبوا أن رواية توكارتشوك "تتميز بجرعة كبيرة من الغرابة والتميز، ويتغير مزاج الكتاب بين الفكاهة الخفيفة والحزن والحنان، ما يجعلها صعبة التصنيف لكنها مناسبة تمامًا. ويبدو أن أسلوب توكارتشوك المتقلب قادر على كل شيء تقريبًا" كما وصفت مجلة ناشرينز ويكلي الرواية بأنها "مدهشة" وذكرت أنها "تنجح في أن تكون لغز جريمة مشوق وتأملًا قويًا وعميقًا في الوجود البشري وكيف تتناسب الحياة مع العالم من حولها" وفي مراجعة لصاحبة الرأي، الكاتبة سارة بيري في صحيفة *الغارديان*، قالت: "إنها مزيج مذهل من التشويق والكوميديا والرسالة السياسية، كتبتها امرأة تجمع بين عقلية استثنائية وحس فوضوي".
في عام 2019، جاءت الرواية في المرتبة الخامسة والسبعين ضمن قائمة صحيفة الغارديان لأفضل 100 كتاب في القرن الحادي والعشرين.

## التكيفات

### الفيلم
تم تحويل الرواية إلى فيلم في عام 2017 بعنوان سبور (باللغة البولندية: pokot)، وأخرجه المخرجة البولندية أغنيشكا هولاند  وفاز الفيلم بجائزة ألفريد باور (الدب الفضي) في الدورة السابعة والستين لمهرجان برلين السينمائي الدولي.

### المسرح
تم تحويل الرواية أيضًا إلى مسرحية من إنتاج فرقة كومبليسيتي، وقامت بجولة من ديسمبر 2022 حتى يونيو 2023، شملت عروضًا في عدة مسارح أبرزها: المسرح الملكي في بليموث، بريستول أولد فيك، أكسفورد بلايهاوس، مركز باربيكان في لندن، نوتنغهام بلايهاوس، مسرح بلغراد في كوفنتري، مسرح اللواري في سالفورد، المسرح الكبير في لوكسمبورغ، وأوديون-مسرح أوروبا في باريس.

### كتاب صوتي
الممثلة البولندية بياطا بوزنياك قامت بسرد الترجمة الإنجليزية لرواية اقتحم محراثك عظام الموتى لصالح دار نشر بنغوين راندوم هاوس، والتي صدرت في 13 أغسطس 2019. وحصلت بوزنياك على جائزة "إيرفونز" لأفضل تفسير للكتاب الصوتي.
في مايو 2020، أصدرت دار فيتزكارالدو إديشنز في المملكة المتحدة نسخة صوتية من الرواية، وقامت بقراءتها مترجمة الكتاب، أنطونيا لويد-جونز.